# 新田恵海のえみゅーじっく♪まじっく☆
『新田恵海のえみゅーじっく♪まじっく☆』（にったえみのえみゅーじっく・まじっく）は、2014年7月16日から2017年3月29日までHiBiKi Radio Stationで配信されていたインターネットラジオ番組。2017年4月5日から番組がリニューアルされ番組名が『新田恵海のえみゅーじっく♪ろけっつ☆』に変更された。パーソナリティは本番組が初の単独冠ラジオ番組となる新田恵海。番組の愛称は新田の愛称えみつんに因んだ「つんらじ」、挨拶は「つんらじは」。

## 概要
2014年7月16日からHiBiKi Radio Stationで配信が開始された。番組の初代オープニングテーマは新田のソロデビューシングル「笑顔と笑顔で始まるよ!」。第6回にて番組の挨拶が「つんらじは」に決定した。
新田がキリバンが好きなことからぞろ目回は毎回特別回となる。初回の第11回は特別企画「ゾロ目とゾロ目で始まるよ!」が行われた。
12月10日に配信された第22回に番組初のゲストとして佐々木未来が登場した。同日、番組初のラジオCD「新田恵海のえみゅーじっく♪まじっく☆ つん1」が発売された。
2015年1月28日に第28.5回として特別版「つん組曲」（つん組回）が配信された。配信された曲は1stシングル「笑顔と笑顔で始まるよ!」から3rdシングル「NEXT PHASE」に収録されている全6曲と『カードファイト!! ヴァンガード』のキャラクターソング「Across the Future」（「Hybrid Generation」）、「ブシロードのテーマ」（新田が歌唱担当）の合計8曲（すべてショートバージョン）。新田が声帯結節治療で休養したため、2月は更新が休止され、休止期間中は第28.5回が継続して配信された。3月4日に復帰後初の第29回が配信、4月22日の第30回からは隔週で配信され、6月3日配信の第33回から毎週更新に戻った。
第47回にて、新田を応援するファンの呼称として「えみーゴ」と「えみんちゅ（恵海人）」が最終候補になり、配信日の9月9日から実施されたTwitterでのアンケートの結果、「恵海人」に決定した。第81回にて、恵海人をつなぐTwitterのハッシュタグ「#つんらじわ」が考案された。"わ"には「つんらじでつながる"輪"（リング）」の意味も込められている。最終候補に残った「えみーゴ」は2016年に開始された新コーナーの名称に使用された。
2015年10月21日、ファーストアルバム『EMUSIC』が発売され、同日配信の第53回からオープニングテーマが「EMUSIC」に変更された。
2016年8月20日、科学技術館サイエンスホールにて番組初の公開録音イベント『つんらじ100回記念「恵海の家 〜夏の想い出製作所〜」』が開催された。
2017年1月7日に開催された『つんらじ presents 新田恵海2017新春イベント 謹賀つん年』にて、同年春に番組がリニューアルすることが発表された。3月29日配信の第128回が最終回となり、4月5日から新番組『新田恵海のえみゅーじっく♪ろけっつ☆』が配信開始。またリニューアルに際してHiBiKi Radio Stationの無料会員登録を行う事で番組の楽屋裏トークを聞く事が出来る。

## コーナー
ふつおた
普通のお便りを紹介するコーナー。
もっと！つんらじ応援団
凹（へこ）んでいるリスナーを応援するコーナー。つんらじ応援団のコーナーがリニューアルされパワーアップした。
エコール・ド・地域飯
リスナーから教えてもらった日本各地のいろんな意味で、いい味を出しているローカルなお店、地元の人に愛されているお店を紹介するコーナー。
わーい！つん茶
リスナーから５文字、７文字の単語を募集しくじびき形式で川柳を作成、読み上げるコーナー。
恵海ヶ島宇宙センター
リスナーから言いたくても言えなかった言葉、御礼、メッセージ…をエピソードともに募集。カウントダウンの後、新田恵海が言えなかった言葉をROCKET HEARTのテーマと共に読み上げるコーナー。

## 過去のコーナー
今日のお茶つん
お茶を飲みながら近況報告や「ふつおた」を紹介していくコーナー。第1回（2014年7月16日）から開始。
想像を超えた○○（まるまる）
リスナーが目撃した「想像を超えたもの」を紹介するコーナー。想像を超えていればジャンルは問わない。第1回から開始。
エコール・ド・地域菓子
リスナーから教えてもらった色んな意味でいい味を出しているローカルなお菓子を紹介するコーナー。第8回（2014年9月3日）から開始。
つんらじ応援団!!
凹（へこ）んでいるリスナーを応援するコーナー。曲は「NEXT PHASE」。第31回（2015年5月6日）から開始。
えみーゴ☆アミーゴ!
お便りを紹介した後、新田がハイテンションな感じで「えみーゴ☆アミーゴ!」と叫んでリスナーの鬱憤やモヤモヤしていることを解消するコーナー。第90回（2016年7月6日）から開始。コーナー名の「えみーゴ☆アミーゴ!」は、本番組のイベントで掛け声としても使用された。
えみゅーじっく♪たいむ☆ / えみゅーじっく♪ぼいす☆
「えみゅーじっく♪たいむ☆」はリスナーと一緒に曲を作るコーナー。リスナーから募集した詞（歌詞）に新田が作曲し、ギターで弾き語りをする。第1回から開始。「えみゅーじっく♪たいむ☆」に送られてきた詞の中で作曲するより朗読してみたいと思う作品は「えみゅーじっく♪ぼいす☆」コーナーで紹介（朗読）される。第2回（2014年7月23日）から開始。
2015年1月21日に配信された第28回の「えみゅーじっく♪ぼいす☆」コーナー後は新田が声帯結節治療で休養したことから休止状態だったが、2016年8月20日に開催された公開録音イベント『つんらじ100回記念「恵海の家 〜夏の想い出製作所〜」』の昼の部（第100回配信）にて「えみゅーじっく♪たいむ☆」コーナーが復活し、2015年2月のテーマだった「甘〜い」に送られていた歌詞をゲストの佐々木未来が朗読、新田がピアノで弾き語りをした。
テーマ
- 2014年7月・8月「楽しい夏」
- 2014年9月「旅」
- 2014年10月・11月「おいしい秋」
- 2014年12月・2015年1月「年末・年始」
- 2015年2月「甘〜い」

## テーマソング
オープニングテーマ
- 「笑顔と笑顔で始まるよ!」（第1回 - 第52回）
作詞：畑亜貴 / 作曲：上松範康 / 編曲：菊田大介 / 歌：新田恵海
- なし（第28.5回）
- 「EMUSIC」（第53回 - 第128回）
作詞：畑亜貴 / 作曲：上松範康 / 編曲：藤間仁 / 歌：新田恵海
- 「ROCKET HEART」（リニュール第1回- ）
作詞：畑亜貴 / 作曲：菊田大介 / 編曲：菊田大介 / 歌：新田恵海

エンディングテーマ
- なし（第1回 - 第2回）
- 「想像を超えた世界」（第3回 - 第28.5回）
作詞：Satomi / 作曲・編曲：母里治樹 / 歌：新田恵海
- 「探求Dreaming」（第29, 30, 32, 34, 35, 37, 39, 41, 43, 45, 47, 49, 51, 53回）
作詞：畑亜貴 / 作曲：上松範康 / 編曲：岩橋星実 / 歌：新田恵海
- 「NEXT PHASE」（第31, 33, 36, 38, 40, 42, 44, 46, 48, 50, 52回）
作詞：Satomi / 作曲・編曲：藤田淳平 / 歌：新田恵海
- 「OURS POWERS」（第54回 - 第128回）
作詞：畑亜貴 / 作曲・編曲：母里治樹 / 歌：新田恵海
- 「Shine」（リニュール第1回- ）
作詞：新田恵海 / 作曲： 新田恵海  / 編曲：Command+S / 歌：新田恵海

## ゲスト
- 第22回（2014年12月10日）誕生日回 - 佐々木未来
- 第33回（2015年6月3日） - μ
- 第55回（2015年11月4日） - 白石稔
- 第60回（2015年12月9日）誕生日回 - 佐々木未来
- 第88回（2016年6月22日） - 須賀勇介、yuna（ユーナ）、ショボン（以上、emitsun BANDメンバー）
- 第99回（2016年9月7日） - ZAQ
- 第100回（2016年9月14日）公開録音・昼の部（2016年8月20日） - 佐々木未来
- 第111回（2016年11月30日） - 洲崎綾
- 第113回（2016年12月14日）誕生日回 - 佐々木未来
- 第120回（2017年2月1日） - 楠田亜衣奈

## イベント
|     | 出演日        | タイトル                                                                    | ゲスト                                                                   | 会場                                 | 備考    |
| --- | ------------- | --------------------------------------------------------------------------- | ------------------------------------------------------------------------ | ------------------------------------ | ------- |
| 1st | 2016年8月20日 | 公開録音イベント『つんらじ100回記念「恵海の家 〜夏の想い出製作所〜」』      | 佐々木未来                                                               | 科学技術館サイエンスホール（東京都） | 全2公演 |
| 2nd | 2017年1月7日  | つんらじ presents 新田恵海2017新春イベント 謹賀つん年                       | emitsun BANDメンバー（両公演）、佐々木未来（昼の部）、徳井青空（夜の部） | 科学技術館サイエンスホール           | 全2公演 |
| 3rd | 2017年3月11日 | 公開録音イベント『つんらじ 春のつんまつり』                                 | 楠田亜衣奈                                                               | 科学技術館サイエンスホール           | 全2公演 |
| 4th | 2017年9月9日  | 新田恵海のえみゅーじっく♪ろけっつ☆ 公開録音 〜つんらじ セプつんバーフェス〜 | 中村繪里子                                                               | 科学技術館サイエンスホール           | 全2公演 |

## ラジオCD
ラジオ番組「新田恵海のえみゅーじっく♪まじっく☆」を収録したラジオCDがブシロードミュージックから発売された。各巻とも通常配信回の収録（一部編集）に加えて、新規録りおろし特別盤が付属する。CDジャケットのイラストは田所哲平。
| 巻数 | 発売日         | タイトル                                  | 規格品番  | 収録回      | 録りおろし特別盤ゲスト | 最高位 |
| ---- | -------------- | ----------------------------------------- | --------- | ----------- | ---------------------- | ------ |
| 1    | 2014年12月10日 | 新田恵海のえみゅーじっく♪まじっく☆ つん1  | HBKM-0030 | 第1-10回    | 桜咲千依               | 276位  |
| 2    | 2015年5月27日  | 新田恵海のえみゅーじっく♪まじっく☆ つん2  | HBKM-0044 | 第11-20回   | 種田梨沙               | 251位  |
| 3    | 2015年7月29日  | 新田恵海のえみゅーじっく♪まじっく☆ つん3  | HBKM-0057 | 第21-30回   | 内田彩                 | 294位  |
| 4    | 2015年10月28日 | 新田恵海のえみゅーじっく♪まじっく☆ つん4  | HBKM-0066 | 第31-40回   | -                      | -      |
| 5    | 2016年2月24日  | 新田恵海のえみゅーじっく♪まじっく☆ つん5  | HBKM-0067 | 第41-52回   | -                      | -      |
| 6    | 2016年6月29日  | 新田恵海のえみゅーじっく♪まじっく☆ つん6  | HBKM-0095 | 第53-63回   | 渕上舞                 | 244位  |
| 7    | 2016年11月30日 | 新田恵海のえみゅーじっく♪まじっく☆ つん7  | HBKM-0096 | 第64-76回   | 佐々木未来             | -      |
| 8    | 2017年1月25日  | 新田恵海のえみゅーじっく♪まじっく☆ つん8  | HBKM-0108 | 第77-89回   | -                      | -      |
| 9    | 2017年3月29日  | 新田恵海のえみゅーじっく♪まじっく☆ つん9  | HBKM-0109 | 第90-102回  | -                      | -      |
| 10   | 2017年6月28日  | 新田恵海のえみゅーじっく♪まじっく☆ つん10 | HBKM-0110 | 第103-115回 | 楠田亜衣奈             | TBA    |
| 11   | 2017年8月30日  | 新田恵海のえみゅーじっく♪まじっく☆ つん11 | HBKM-0111 | 第116-128回 | 楠田亜衣奈             | TBA    |